# I Found You
"I Found You" é uma canção da banda britânica The Wanted, gravada para o seu terceiro álbum de estúdio Word of Mouth. Foi composta e produzida por Steve Mac, com o auxílio de Wayne Hector e Ina Wroldsen na escrita. A 9 de Outubro de 2012, foi lançado como segundo single do disco através da Island Records.

## Desempenho nas tabelas musicais

### Posições
| Tabela musical (2011)                  | Melhor posição |
| -------------------------------------- | -------------- |
| Bélgica - Ultratip (Flandres)          | 60             |
| Bélgica - Ultratip (Valónia)           | 9              |
| Canadá - Canadian Hot 100              | 55             |
| Escócia - Scottish Singles Chart       | 2              |
| Estados Unidos - Billboard Hot 100     | 89             |
| Estados Unidos - Dance/Club Play Songs | 2              |
| Irlanda - IRMA                         | 8              |
| Reino Unido - UK Singles Chart         | 3              |